# Condensació d'Ullmann
La condensació d'Ullmann és una variació de la reacció d'Ullmann, en la qual un fenol s'acobla a un halur d'aril per a crear un èter diaril en presència d'un compost de coure. Rep el nom per Fritz Ullmann. L'anilina corresponent o reacció amida aril de vegades rep el nom de reacció Goldberg, per Irma Goldberg.